# František Václav Míča
  František Václav Míča  (txec: František Antonín Míča)  (Náměšť nad Oslavou i Třebíč, 5 de setembre de 1694 - Jaroměřice nad Rokytnou, 15 de febrer de 1744) Jaroměřice nad Rokytnou), va ser un compositor i líder de banda txec originari de Highland.
L'any 1954 es va col·locar una placa commemorativa a la casa on va morir a Jaroměřice nad Rokytnou.

## Nom
A la literatura, abans se'l coneixia sovint com František Václav Míča. Tanmateix, l'any 2010, la musicòloga Jana Perutková va determinar František Antonín Míča com el seu nom real a partir d'un estudi de fonts primàries i documents d'època, i al mateix temps va corregir la data de naixement fluctuant. El 1694, els pares de Mícová van tenir un fill, František Václav, però probablement va morir quan era un nen. El 1696 els va néixer un altre fill, que es deia František Antonín. Així s'indica a la matriu i així s'ha signat al llarg de la seva vida.

## Biografia
Va rebre la seva primera educació musical del seu pare Mikuláš Míča, un organista de Jaroměřice. Es va convertir en el servent del comte Jan Adam de Questenberg, amb qui va viatjar a Viena. Va actuar a la banda del seu comte i va ampliar la seva formació musical. La seva formació compositiva amb el vicedirector de banda de la cort imperial Antonio Caldara o el teorbista i compositor de la cort Francesco Bartolomeo Conti no es pot documentar bé. El més probable és que va estudiar directament les composicions musicals que va estudiar. Des de 1722 a tot tardar, va treballar per a Jaroměřice amb el comte Questenberg com a director de banda, compositor, editor musical i tenor.
El comte Johann Adam de Questenberg (1678–1752) va fer representar produccions d'òpera a la seva finca a Jaroměřice nad Rokytnou a tot tardar des de 1722. El vice-banda de la cort Antonio Caldara, Ignazio Conti (fill de Bartolomeo) o el famós compositor napolità Domenico Sarro). El trànsit musical al castell de Jaroměř era molt concorregut i comparable fins i tot a la cort reial. Així ho demostra, entre altres coses, l'àmplia investigació musicològica iniciada l'any 2005 com a part del projecte de beques "Òpera italiana a Moràvia en la primera meitat del segle XVIII", el descobriment únic de la qual és la troballa de partitures d'òpera de la col·lecció del comte Questenberg. Fins ara, s'han identificat més de quaranta partitures d'òpera de Questenberg, especialment als arxius i biblioteques de Viena.
El 1723, František Míča es va casar amb la filla del governador de Jaroměř, Jan Josef Stampa, Tereza. Després de la seva mort el 1740 es va tornar a casar amb Veronika Noglová. Va morir a Jaroměřice el 15 de febrer de 1744.

## Treballs
Va compondre principalment composicions de felicitació -anomenades serenates destinades a la celebració dels noms de l'aristocràtic propietari de la casa pairal, o de la seva dona- i l'anomenada sepolcra (oratoris que funcionaven durant la Setmana de la Passió, especialment el Dijous Sant i el Divendres Sant a les el Sant Sepulcre) Moltes de les seves obres no han sobreviscut. En la seva obra dramàtica musicalment, va seguir principalment la música de mestres barrocs. Els seus models a seguir van ser compositors com Johann Adolph Hasse, Antonio Vivaldi, Antonio Caldara, Francesco Bartolomeo Conti i altres. El 1730 va compondre l'òpera italiana L'Origine di Jaromeritz a Moràvia, que aviat va ser traduïda al txec (Sobre l'origen de Jaroměřice a Moràvia) i es considera la primera òpera representada en llengua txeca. Se sap que Míča va escriure altres òperes, fins i tot sobre textos txecs, però malauradament no s'han conservat o no s'han descobert als arxius del castell fins ara poc investigats.
El ball va respectar els principis compositius de l'òpera seria (arias da capo, coloraturas, majoritàriament recitatius secco, en l'esperit de la tradició d'època de treballar amb afectes i figures retòriques musicalment). Tanmateix, en línia amb les tendències contemporànies modernes, la seva expressió musical té una factura simplificada. El ritme és homofònic, els temes són periòdics, és freqüent el treball amb formacions rítmiques progressives -síncopes i triols-. Gairebé no va compondre contrapunt, va utilitzar tècniques d'imitació com a màxim, però sempre només de manera breu i inconsistent. Una certa laxitud del tractament dels símbols musicals per part de Ball indica ja un abandonament progressiu d'aquests principis compositius dins la transició estilística de la primera meitat del segle xviii.
Les seves composicions es corresponen en gran part amb el terme estil galant. Les característiques principals d'aquest estil inclouen una certa llibertat de treball compositiu, melodies cantabil i harmonia econòmica i senzilla allunyant-se de l'estil culte i elaborat de l'alt barroc, especialment de la polifonia. La música havia de ser -en el llenguatge dels tractats de l'època- destinada a les oïdes dels amants de la música més que als ulls dels experts. L'estil galant s'esmenta amb més freqüència en relació amb la música de cambra, possiblement orquestral, composta a Europa central, especialment a Alemanya. En el camp de l'òpera italiana del 1720 al 1740, la terminologia que representa la transició estilística és força poc clara i el concepte d'estil galant és poc freqüent. J. A. Hasse es pot descriure com un típic representant d'aquestes tendències a la sèrie d'òpera italiana. Tanmateix, també es poden trobar títols galants en els compositors d'òpera vienesos (Caldara, Conti), sovint en obres vocal-instrumentals més petites, com ara els serenats (el factor decisiu en l'elecció de l'estil compositiu en el període barroc era el propòsit per al qual les composicions), van ser creats i, finalment, però no menys important, el client).
L'autoria de Sinfonie in Re es confon sovint amb ell. Aquesta simfonia es va trobar l'any 1939 al cor de Pelhřimov amb l'autor només com a Mitscha. Es va publicar l'any 1946 i el musicòleg txec Jan Racek la va descriure erròniament com l'obra del mestre de banda del castell František Míča de Jaroměř. Tanmateix, l'anàlisi estilística d'aquesta composició confirma clarament que aquest compositor no pot ser-ne en cap cas l'autor. Sembla més probable que la simfonia fos composta unes dècades més tard -probablement a la dècada de 1970- per un parent del director de banda František, Jan Adam František Míča (sovint esmentat a les fonts només com František Adam Míča).

## Obres conservades
- Belezza e Decoro (Llibret de Domenico Blinoni), 1729)
- Nel giorno natalizio (1732)
- Theatral Festl (1734)
- Sieben Himmels Planeten und die Vier Elemente (1734)
- Operosa terni Colossi Moles (1735)
- Krátké rozjímání (Meditació curta) (1728)
- Obviněná nevinnost (Inocència acusada) (1729)
- Aftftross Anstoss (1730)
- Abgesungene Betrachtungen (1737)
- L'origine di Jaromeritz a Moràvia (1730)